# Rhode Island Wing Civil Air Patrol
A Rhode Island Wing Civil Air Patrol (RIWG) é uma das 52 "alas" (50 estados, Porto Rico e Washington, D.C.) da "Civil Air Patrol" (a força auxiliar oficial da Força Aérea dos Estados Unidos) no Estado do Rhode Island. A sede da Rhode Island Wing está localizada na "Quonset Point Air National Guard Station" em North Kingstown, Rhode Island. A Rhode Island Wing consiste em mais de 190 cadetes e membros adultos distribuídos em 5 locais espalhados por todo o Estado.
A ala de Rhode Island é membro da Região Nordeste da CAP juntamente com as alas dos seguintes Estados: Connecticut, Maine, Massachusetts, New Hampshire, New Jersey, New York, Pennsylvania e Vermont.

## Missão
A Civil Air Patrol (CAP) tem três missões: fornecer serviços de emergência; oferecer programas de cadetes para jovens; e fornecer educação aeroespacial para membros da CAP e para o público em geral.

## Serviços de emergência
A CAP fornece ativamente serviços de emergência, incluindo operações de busca e salvamento e gestão de emergência, bem como auxilia na prestação de ajuda humanitária.
A CAP também fornece apoio à Força Aérea por meio da realização de transporte leve, suporte de comunicações e levantamentos de rotas de baixa altitude. A Civil Air Patrol também pode oferecer apoio a missões de combate às drogas.

## Programas de cadetes
A CAP oferece programas de cadetes para jovens de 12 a 21 anos, que incluem educação aeroespacial, treinamento de liderança, preparo físico e liderança moral para cadetes.

## Educação Aeroespacial
A CAP oferece educação aeroespacial para membros do CAP e para o público em geral. Cumprir o componente de educação da missão geral da CAP inclui treinar seus membros, oferecer workshops para jovens em todo o país por meio de escolas e fornecer educação por meio de eventos públicos de aviação.

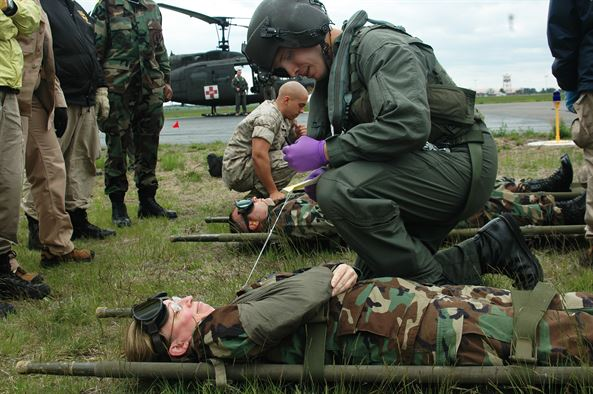
Um membro da tripulação do Huey da Guarda Nacional do Exército de Rhode Island (primeiro plano) e um motorista de ambulância da Marinha preparam os voluntários da Rhode Island Wing para um transporte aéreo simulado da cena de um desastre simulado.

## Organização
| Designação | Nome do Esquadrão            | Localização      |
| ---------- | ---------------------------- | ---------------- |
| RI 003     | 102nd Composite Squadron     | North Smithfield |
| RI 006     | Westerly Composite Squadron  | Westerly         |
| RI 037     | 106th Cadet Squadron         | Warren           |
| RI 034     | West Bay Composite Squadron  | West Warwick     |
| RI 012     | Pawtucket Composite Squadron | Pawtucket        |